# سرخرگ‌های اصلی کف‌دستی انگشتان
سرخرگ‌های اصلی کف‌دستی انگشتان (انگلیسی: Proper palmar digital arteries) در دو سوی بندهای انگشتان حرکت می‌کنند. هریک از این سرخرگ‌ها در زیر عصب مربوطه انگشتان قرار دارد.
این سرخرگ‌ها آزادانه در بافت زیرپوستی نوک انگشتان و به شکل شاخه‌های کوچک‌تر در نزدیکی مفاصل میان‌انگشتی بازپیوند (آناستوموز) می‌کنند.